# Charlotte Booth
Charlotte Louise Booth (nacida Charlotte Louise Taylor, Huntingdon, 14 de agosto de 1985) es una deportista británica que compitió en remo.
Ganó una medalla de plata en el Campeonato Mundial de Remo de 2015 y una medalla de oro en el Campeonato Europeo de Remo de 2015, ambas en la prueba de doble scull ligero.

## Palmarés internacional
| Campeonato Mundial | Campeonato Mundial     | Campeonato Mundial | Campeonato Mundial |
| Año                | Lugar                  | Medalla            | Prueba             |
| ------------------ | ---------------------- | ------------------ | ------------------ |
| 2015               | Aiguebelette (Francia) | Medalla de plata   | Doble scull ligero |
| Campeonato Europeo |                        |                    |                    |
| Año                | Lugar                  | Medalla            | Prueba             |
| 2015               | Poznań (Polonia)       | Medalla de oro     | Doble scull ligero |